# Lista de azinhagas de Lisboa
As azinhagas de Lisboa perfazem um total de 53.
| Arruamento                      | Freguesia(s)       | Homenageia                                                                   |
| ------------------------------- | ------------------ | ---------------------------------------------------------------------------- |
| Azinhaga da Alagueza            | Olivais            |                                                                              |
| Azinhaga da Bela Vista          | Marvila            |                                                                              |
| Azinhaga da Bruxa               | Beato              |                                                                              |
| Azinhaga da Cidade              | Lumiar Santa Clara | Lisboa                                                                       |
| Azinhaga da Cova da Onça        | Carnide            |                                                                              |
| Azinhaga da Fonte               | Carnide            |                                                                              |
| Azinhaga da Fonte do Louro      | Areeiro Alvalade   |                                                                              |
| Azinhaga da Fonte Velha         | Lumiar             |                                                                              |
| Azinhaga da Luz                 | Carnide            | Nossa Senhora da Luz                                                         |
| Azinhaga da Maruja              | Marvila            |                                                                              |
| Azinhaga da Musgueira           | Lumiar             | Musgueira                                                                    |
| Azinhaga da Póvoa               | Santa Clara        |                                                                              |
| Azinhaga da Quinta das Courelas | Olivais            | Quinta das Courelas                                                          |
| Azinhaga da Quinta do Alfenim   | Marvila            | Quinta do Alfenim                                                            |
| Azinhaga da Salgada             | Marvila Beato      |                                                                              |
| Azinhaga da Torre do Fato       | Carnide Lumiar     | Quinta da Torre do Fato                                                      |
| Azinhaga da Torrinha            | Santa Clara        | Fonte da Torrinha                                                            |
| Azinhaga da Troca               | Marvila            |                                                                              |
| Azinhaga das Carmelitas         | Carnide            | Freiras Carmelitas Descalças do Convento de Santa Teresa de Jesus de Carnide |
| Azinhaga das Cerejeiras         | Carnide            |                                                                              |
| Azinhaga das Freiras            | Carnide            | Freiras Carmelitas Descalças do Convento de Santa Teresa de Jesus de Carnide |
| Azinhaga das Galhardas          | Lumiar Alvalade    |                                                                              |
| Azinhaga das Galinheiras        | Santa Clara        | Galinheiras                                                                  |
| Azinhaga das Lajes              | Lumiar             |                                                                              |
| Azinhaga das Murtas             | Alvalade           |                                                                              |
| Azinhaga das Travessas          | Lumiar             |                                                                              |
| Azinhaga das Veigas             | Marvila            |                                                                              |
| Azinhaga de Entremuros          | Lumiar             |                                                                              |
| Azinhaga de Santa Susana        | Santa Clara        |                                                                              |
| Azinhaga do Alto do Varejão     | Penha de França    | possivelmente Sequeira Verejão, almirante de D. João IV                      |
| Azinhaga do Armador             | Marvila            |                                                                              |
| Azinhaga do Baptista            | Marvila            | João Baptista, rendeiro da Quinta das Velhas, depois Quinta do Baptista      |
| Azinhaga do Beco                | Santa Clara        |                                                                              |
| Azinhaga do Carrascal           | Beato              |                                                                              |
| Azinhaga do Casquilho           | Olivais            |                                                                              |
| Azinhaga do Ferrão              | Marvila            |                                                                              |
| Azinhaga do Frade               | Lumiar             |                                                                              |
| Azinhaga do Jogo da Bola        | Lumiar             | Jogo da Péla ou Jogo da Bola                                                 |
| Azinhaga do Planeta             | Marvila Beato      |                                                                              |
| Azinhaga do Poço de Baixo       | Lumiar             |                                                                              |
| Azinhaga do Poço de Cortes      | Marvila            |                                                                              |
| Azinhaga do Pombeiro            | Areeiro Marvila    | Quinta do Pombeiro                                                           |
| Azinhaga do Porto               | Lumiar             |                                                                              |
| Azinhaga do Reguengo            | Santa Clara        |                                                                              |
| Azinhaga do Rio                 | Santa Clara        | Rio da Ameixoeira                                                            |
| Azinhaga do Serrado             | Carnide            |                                                                              |
| Azinhaga do Vale Fundão         | Marvila            |                                                                              |
| Azinhaga dos Alfinetes          | Marvila            |                                                                              |
| Azinhaga dos Barros             | Alvalade           | Quinta dos Barros                                                            |
| Azinhaga dos Cerejais           | Carnide            |                                                                              |
| Azinhaga dos Lameiros           | Carnide Lumiar     |                                                                              |
| Azinhaga dos Milagres           | Santa Clara        |                                                                              |
| Azinhaga dos Ulmeiros           | Carnide            |                                                                              |